# Brigitte Klintskov Jerkel
Brigitte Klintskov Jerkel er en dansk politiker og medlem af Det konservative Folkeparti.
Hun kom i Folketinget i 2016 efter at have overtaget Brian Mikkelsens plads.

## Politiske karriere
Jerkel blev medlem af kommunalbestyrelsen i Greve Kommune i 2006.
Det skete efter et usædvanligt forløb ved Kommunalvalget 2005, hvor hun var opstillet for partiet Venstre.
I stedet for at støtte op om Venstres mangeårige borgmester René Milo valgte hun at skifte parti til de konservative, der derved fik magten i kommunalbestyrelsen sammen med SF, Socialdemokraterne og Det Radikale Venstre, mens Jerkel selv sikrede sig 1. viceborgmesterposten og en post som udvalgsformand.
I 2014 kom hun ind i regionsrådet for Region Sjælland.
Ved Folketingsvalget 2015 var hun på stemmesedlen i Sjællands Storkreds og med 1.236 modtog hun da tredjefleste personlige stemmer i kredsen blandt de konservative efter Brian Mikkelsen og Marie Louise Friderichsen.
Hun fik dog tildelt flere stemmer end Friderichsen og blev derfor førstesuppleant for Mikkelsen.
Efter omdannelsen af regeringen til Regeringen Lars Løkke Rasmussen III trådte Mikkelsen ind som erhvervsminister og tog orlov for Folketinget, da derefter gav plads til Jerkel.
Den 15. december 2016 overtog hun hans plads.
Da Jerkel kom i Folketinget overtog hun ordførerskaber for sundhed og forebyggelse, uddannelse og forskning og ældre og psykiatri.
Den 21. juni 2018 forlod Brian Mikkelsen politik, fordi han skulle være direktør for Dansk Erhverv, og den 22. juni 2018 blev Jerkel ordinært medlem af Folketinget. Ved Folketingsvalget 2019 og Folketingsvalget 2022 opnåede Jerkel genvalg.